# Massacre d'Ekondo-Titi
Le massacre d'Ekondo-Titi est une tuerie en milieu scolaire survenue le 24 novembre 2021 à l'école publique Government Bilingual High School (GBHS) à Ekondo-Titi, dans la région du Sud-Ouest du Cameroun. 

## Contexte
Dans les régions du Nord-Ouest et du Sud-Ouest du Cameroun, où vit l’essentiel de la minorité anglophone du pays, un conflit sanglant oppose depuis 2017 des groupes armés séparatistes à l'armée camerounaise.
Fin 2017, les séparatistes déclarent un boycott scolaire, attaquent et brûlent les écoles qui refusent de fermer leurs portes. Entre février 2017 et mai 2018, au moins 42 écoles sont visées. Certains séparatistes considèrent les écoles comme des cibles légitimes car le français y est enseigné comme une matière obligatoire.
Le 24 octobre 2020, à Kumba, des hommes armés arrivent sur trois motos devant l'école Mother Francisca International Bilingual Academy et font irruption dans une salle de classe où ils ouvrent le feu sur des élèves, tuant des élèves âgés de 12 à 14 ans et blessant grièvement d'autres avant de s'enfuir,,.

## Déroulement
Le 24 novembre 2021, aux alentours de 7h50, des hommes armés font irruption à la Government Bilingual High School, ouvrent le feu et lancent des explosifs dans des salles de classe, tuant trois élèves et blessant une enseignante de français, qui succombera à ses blessures.

## Victimes
Quatre personnes sont tuées : Celestina Fien ; Emmanuel Orume (12 ans) ; Joyceline Iken (16 ans) et Kum Emmanuel (17 ans).

## Responsabilité
Il n'y a pas eu de revendication immédiate de l'attaque. L'armée et des témoins accusent les séparatistes,. Ces derniers nient toute responsabilité et accusent l'armée camerounaise d'avoir perpétré ce massacre.

## Réactions
Le 29 novembre 2021, la population locale mène une manifestation à Ekondo-Titi, dénonçant les exactions commises par les séparatistes. Le même jour, le président Paul Biya réagit à la tuerie, avec la publication d'un communiqué condamnant des actes « lâches et odieux qui ne resteront pas impunis » et ajoute « Soyez assuré de ma détermination constante à combattre sans relâche, ces criminels et adeptes de la terreur. Comme vous le savez, le Gouvernement accorde la plus haute attention aux questions de sécurité et de mobilité des populations, notamment dans les régions affectées par la violence ».

### Internationales
- ONU : à la suite de l'attaque, le Coordinateur humanitaire des Nations unies au Cameroun, Matthias Naab condamne les violences qui ont frappé les établissements scolaires[15].
- Union européenne : l’Union européenne condamné : « ces violences perpétrées contre des établissements scolaires et des civils »[16].

- Suisse : l’Ambassade de Suisse à Yaoundé condamne l'attaque et rappelle que « les enfants, enseignants et écoles ne sont pas une cible  pendant un conflit ». Elle exhorte le gouvernement et les séparatistes, « à assurer le respect du Droit international humanitaire (DIH) »[17].

### Officielles
Des leaders politiques, personnalités et artistes, réagissent à la suite de ce massacre.
Akere Muna : « J’ai arrêté de tweeter sur la violence parce qu’elle était utilisée par certains comme preuve de qui j’étais pour ou contre, les victimes étaient tout simplement oubliées. Aujourd’hui, Ekondo Etiti est la preuve de notre nivellement par le bas. Qu’est-ce qui justifie le meurtre sauvage d’enfants dans une école ? Mes larmes et mes prières pour les victimes ».